# Alerte évasion
Alerte évasion est une émission de télévision française consacrée aux évasions de détenus célèbres, réalisée par Laurent Huberson, David Coiffier, Alexandre Amaral et Pia Medina Luna. Elle est diffusée sur M6 du 27 janvier 2011 au 26 septembre 2011 le vendredi en deuxième partie de soirée. L'émission est rediffusée sur Paris Première du 29 novembre 2011 au 15 juin 2012. Chaque épisode est constitué de reconstitutions en 3D, de témoignages et d'images d'archive.

## Programmation

### Sur M6
Cette programmation est établie à partir de la liste descriptive des épisodes disponible sur le site internet de l'émission.
Des informations sont mentionnées dans la colonne « Détails et informations supplémentaires », sauf si l'article correspondant existe.
| Date                                               | Titres de l'épisode                          | Détails et informations supplémentaires                                                                   |
| -------------------------------------------------- | -------------------------------------------- | --- |
| 27 janvier 2011,4 février 2011et 26 septembre 2011 | Jacques Mesrine : l'évadé public n°1         | |
| 3 février 2011et 11 février 2011                   | Antonio Ferrara fait sauter la prison        | |
| 18 février 2011                                    | Clairvaux, la grande prise d'otages          | 11 septembre 1992 9 détenus, dont Michel Ghellam cerveau de l'opération prennent en otage 11 surveillants |
| 25 février 2011et 27 septembre 2011                | Michel Vaujour se fait la belle par les airs | |

### Sur Paris Première
Cette programmation est établie essentiellement à partir de la liste des épisodes consultable sur le site internet de Télérama.
| Date                        | Titres de l'épisode!                         |
| --------------------------- | -------------------------------------------- |
| 29 novembre 2011            | Jacques Mesrine : l'évadé public n°1         |
| 30 novembre 2011            | Antonio Ferrara fait sauter la prison        |
| 7 juin 2012 et 13 juin 2012 | Clairvaux, la grande prise d'otages          |
| 8 juin 2012 et 15 juin 2012 | Michel Vaujour se fait la belle par les airs |